# Autosimilitud

Una curva de Koch presenta una autosimilitud exacta infinitamente repitiente a medida que se aumenta su tamaño.

En Matemática, la autosimilitud, a veces llamada autosemejanza, es la propiedad de un objeto (llamado objeto autosimilar) en el que el todo es exacto o aproximadamente similar a una parte de sí mismo, por ejemplo, cuando el todo tiene la misma forma que una o varias de sus partes. Muchos objetos del mundo real, como las costas marítimas, son estadísticamente autosimilares: partes de ella muestran las mismas propiedades estadísticas en diversas escalas.
La autosimilitud es una propiedad de los fractales.

## Tipos de autosimilitud
El término autosimilitud se usa informalmente para diferentes conceptos desde el punto de vista matemático. Informalmente, todas las formas de autosimilitud entrañan un parecido estructural entre un objeto geométrico y una parte del mismo, es decir, existe parecido a diferentes escalas. Matemáticamente pueden distinguirse  los siguientes tipos:
- Autosimilitud exacta (estricta)
- Autosimilitud estadística
- Autoafinidad
- Autoconformidad

### Autosimilitud exacta

Los triángulos de Sierpiński permiten observar la autosimilitud exacta.

Se dice que hay autosimilitud exacta cuando una o varias partes de un todo repiten exactamente su similitud con ese todo. La autosimilitud exacta permite la amplificación sucesiva con repetición exacta única, múltiple o infinita de las propiedades iniciales.
La autosimilitud exacta aparece a veces en sistemas de funciones iteradas (IFS).
La invariancia de escala es una forma exacta de autosimilitud en la que, al amplificar el tamaño, aparece una pequeña parte del objeto que es similar a la totalidad. Por ejemplo, un lado del copo de nieve de Koch es a la vez simétrico e invariante de escala; su tamaño puede multiplicarse continuamente por tres sin que cambie su forma.

### Autosimilitud aproximada

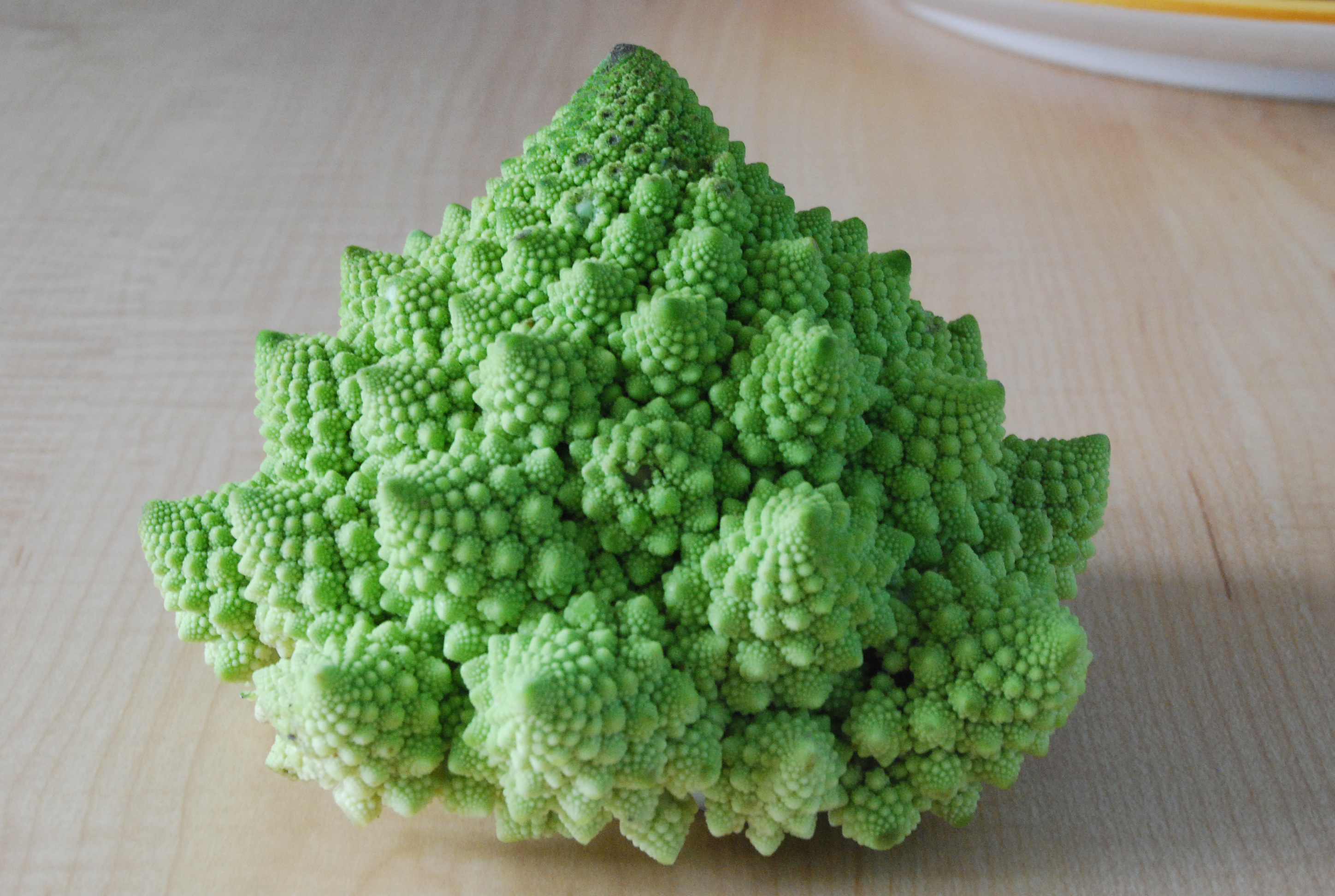
El brócoli romanesco o coliflor romana es un ejemplo de autosimilitud aproximada natural.

La autosimilitud aproximada o cuasi-autosimilitud se encuentra frecuentemente en la naturaleza (autosimilitud natural). Por ejemplo, cuando la forma de la parte y la forma del todo presentan leves diferencias en la similitud. Generalmente solo se cumple dentro de una porción limitada de ese todo. Puede generarse artificialmente incorporando un factor de ruido aleatorio a la expresión de una autosimilitud exacta.

### Autosimilitud estadística

Se observa autosimilitud estadística en las montañas.

La autosimilitud estadística es la menos exigente. Solo se conservan algunas propiedades estadísticas durante el cambio de escala, como en las montañas o en los cráteres lunares.

## Definición
Un conjunto compacto X es autosimilar (exacto) si existe un conjunto finito de homeomorfismos no sobreyectivos {\displaystyle \{F_{1},\dots ,F_{n}\}} para el cual:

(*){\displaystyle X=\cup _{k=1}^{n}F_{k}(X)} .

Si {\displaystyle X\subset Y}, decimos que X es autosimilar si es el único subconjunto no vacío de Y tal que la ecuación anterior es válida para {\displaystyle \{F_{k}\}_{k=1\dots n}}. Decimos que

{\displaystyle {\mathfrak {L}}=(X,S,\{F_{k}\}_{k=1\dots n})}

es una estructura autosimilar. Diferentes tipos de similitud pueden obtenerse según la naturaleza de las funciones:
- Si los homeomorfismos {\displaystyle \{F_{k}\}_{k=1\dots n}} son semejanzas exactas entonces el sentido es autosimilar exacto.
- Si los homeomorfismos son aplicaciones afines entonces, el conjunto presentará autoafinidad.
- Si los homeomorfismos son aplicaciones conformes entonces, el conjunto presentará autoconformidad.

### Sistemas iterativos de funciones
Muchos conjuntos autosimilares pueden ser construidos mediante una construcción llamada sistema iterativo de funciones (SIF) sobre {\displaystyle \mathbb {R} ^{n}}. En dicho sistema se considera un conjunto de homeomorfismos, como en la definición (*), que sean contracciones {\displaystyle \{f_{1},\dots ,f_{n}\}} con {\displaystyle n\geq 2}:

{\displaystyle |F_{i}(x)-F_{i}(y)|\leq r_{i}|x-y|,\quad r_{i}<1}

Si sobre un conjunto se aplican reiteradamente los anteriores homeomorfismos contractivos (iterativamente), lo que resultará en un sistema iterativo de funciones (SIF). Una propiedad fundamental de los SIFs es que existe un "punto fijo" que es un conjunto compacto E tal que:

{\displaystyle E=\cup _{i=1}^{n}F_{i}(E)}

Frecuentemente ese conjunto es un conjunto fractal y su dimensión de Hausdorff D puede determinarse fácilmente, ya que es la única solución del sistema:

{\displaystyle \sum _{i=1}^{n}r_{i}^{D}=1}

El conjunto de Cantor puede obtenerse puede obtenerse como el "punto fijo" de un iterativo de funciones. Dadas las dos funciones contractivas:

{\displaystyle F_{1},F_{2}:\mathbb {R} \to \mathbb {R} ,\qquad F_{1}(x):={\frac {x}{3}},F_{2}(x):={\frac {x}{3}}+{\frac {2}{3}}}

De hecho, el conjunto de Cantor es el único conjunto compacto tal que:

{\displaystyle K=F_{1}(K)\cup F_{2}(K)}

Y por tanto su dimensión fractal puede calcularse fácilmente:

{\displaystyle r_{1}^{D}+r_{2}^{D}=\left({\frac {1}{3}}\right)^{D}+\left({\frac {1}{3}}\right)^{D}=2\left({\frac {1}{3}}\right)^{D}=1\quad \Rightarrow \quad D={\frac {\ln 2}{\ln 3}}\approx 0,630\dots }

La composición de funciones produce la estructura algebraica de un monoide. Si {\displaystyle n=2\,}, el monoide es llamado monoide diádico. Éste puede verse como un árbol binario infinito. En general, para cualquier número de elementos el monoide puede ser representado como un árbol n-ádico.
Los automorfismos del monoide diádico forman el grupo modular. Los automorfismos pueden representarse como una rotación hiperbólica del árbol binario.

## Ejemplos

### Conjunto de Mandelbrot

El conjunto de Mandelbrot muestra autosimilitud exacta con el cambio de escala.

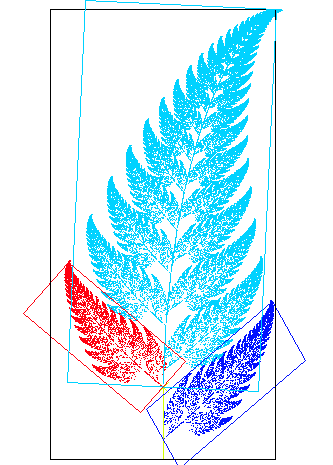
La imagen de un helecho muestra una transformación afín autosimilar.

El conjunto de Mandelbrot presenta autosimilitud exacta al variar la escala. Muestra autosimilitud alrededor de los puntos de Misiurewicz.

### Redes informáticas
La autosimilitud tiene importantes consecuencias en el diseño de redes informáticas: el tráfico de una típica red tiene propiedades autosimilares. Por ejemplo, en Ingeniería de tráfico, los patrones de tráfico de datos en la conmutación de paquetes se muestran estadísticamente autosimilares. Esta propiedad significa que los modelos simples que emplean una distribución de Poisson son inexactos, y es probable que las redes diseñadas sin tomar en cuenta la autosimilitud muestren comportamientos inesperados. 

### Bolsa de valores
De la misma manera, los movimientos de las Bolsas de valores pueden describirse desde un aspecto de autoafinidad (en la autoafinidad la invariancia de escala es afectada por un factor anisotrópico en x-y), por ejemplo, ellos se muestran autosimilares solo si sufren determinada transformación afín para el nivel de detalle que en ese momento se muestra.